# 莫奎 (亞利桑那州)
莫奎（英語：Moqui）是位於美國亞利桑那州可可尼諾縣的一個非建制地區。該地的面積和人口皆未知。

## 地理
莫奎的座標為35°03′38″N 110°48′57″W / 35.06056°N 110.81583°W，而該地的平均海拔高度為1513米（即4964英尺）。